# の
の trong hiragana và ノ trong katakana là kana trong tiếng Nhật, cả hai đều đại diện cho một mora. Trong hệ thống thứ tự gojūon của các âm tiết tiếng Nhật, nó đứng ở vị trí thứ 25, giữa ね (ne) và は (ha). Nó đứng ở vị trí thứ 26 trong bài thơ Iroha. Cả hai đều đại diện cho âm [no]. Dạng katakana được viết tương tự như bộ thủ Khang Hi 丿, bộ Phiệt.
| Hình thức                    | Rōmaji     | Hiragana                   | Katakana                   |
| ---------------------------- | ---------- | -------------------------- | -------------------------- |
| Bình thường n- (な行 na-gyō) | no         | の                         | ノ                         |
| Bình thường n- (な行 na-gyō) | nou noo nō | のう, のぅ のお, のぉ のー | ノウ, ノゥ ノオ, ノォ ノー |

## Lịch sử
Giống như mọi ký tự hiragana khác, の được phát triển từ man'yōgana, kanji được sử dụng cho mục đích ngữ âm, được viết theo kiểu thảo thư.
Cũng có thể tìm thấy các dạng biến thể của kana の theo dạng hentaigana và gyaru-moji.

## Thứ tự các nét
| Stroke order in writing の |  | Stroke order in writing ノ |  |

Để viết の, hãy bắt đầu ở phía trên phần trung tâm một chút, vuốt xuống theo đường chéo, sau đó làm một đường cong lên trên và tiếp tục uốn cong xung quanh, để lại một khoảng trống nhỏ ở phía dưới. Để viết ノ, chỉ cần thực hiện một đường cong cong từ trên cùng bên phải xuống dưới cùng bên trái.

## Các cách thể hiện khác
| の / ノ trong chữ Braille tiếng Nhật | の / ノ trong chữ Braille tiếng Nhật                       | の / ノ trong chữ Braille tiếng Nhật                      | の / ノ trong chữ Braille tiếng Nhật                                                    |
| ------------------------------------ | ---------------------------------------------------------- | --------------------------------------------------------- | --------------------------------------------------------------------------------------- |
| の / ノ no                           | のう / ノー nō/nou                                         | Kana khác dựa trên chữ nổi の                             | Kana khác dựa trên chữ nổi の                                                           |
| の / ノ no                           | のう / ノー nō/nou                                         | にょ / ニョ nyo                                           | にょう / ニョー nyō/nyou                                                                |
| ⠎ (braille pattern dots-234)         | ⠎ (braille pattern dots-234) · ⠒ (braille pattern dots-25) | ⠈ (braille pattern dots-4) · ⠎ (braille pattern dots-234) | ⠈ (braille pattern dots-4) · ⠎ (braille pattern dots-234) · ⠒ (braille pattern dots-25) |

## Sử dụng
の là một phụ âm mũi-răng, được phát âm trên răng hàm trên, kết hợp với một nguyên âm tròn ở giữa để tạo thành một mora.
Trong tiếng Nhật, cũng như trong hình thành từ ngữ, の có thể là trợ từ thể hiện sự sở hữu. Ví dụ, cụm từ: "わたしのでんわ/watashi no denwa" nghĩa là "điện thoại của tôi".

### Ở Trung Quốc

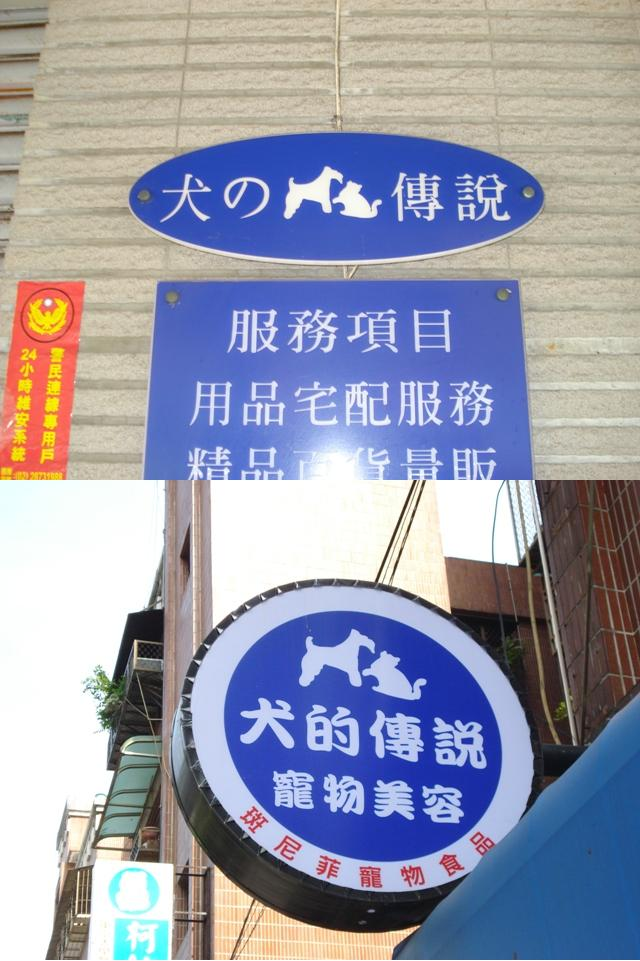
Cách sử dụng の thay cho 的 (và 犬 thay cho 狗) ở Đài Bắc.

の cũng đã phổ biến trên các bảng hiệu và nhãn hiệu có chứa tiếng Trung Quốc trên thế giới. Nó được sử dụng thay cho dấu sở hữu trong chữ Hán giản thể 的 (de) hay dấu sở hữu trong chữ Hán phồn thể 之 (zhī), và の được phát âm giống như k tự tiếng Trung Quốc mà nó thay thế. Điều này thường được thực hiện để "nổi bật" hoặc để mang lại "cảm giác kỳ lạ/Nhật Bản", ví dụ: trong các nhãn hiệu thương mại, chẳng hạn như nhãn hiệu nước ép trái cây 鲜の每日C, trong đó の có thể được đọc theo cả hai kiểu: 之 (zhī), dấu sở hữu, và cả 汁 (zhī), nghĩa là "nước ép". Tại Hồng Kông, Cơ quan Đăng ký công ty đã mở rộng sự công nhận chính thức đối với thông lệ này và cho phép の được sử dụng trong tên tiếng Trung Quốc của các doanh nghiệp đã đăng ký; do đó, nó là biểu tượng không phải của tiếng Trung Quốc duy nhất theo thông lệ này (ngoài các dấu chấm câu không có giá trị phát âm).

## Mã máy tính
| Kí tự                | の                 | の                 | ノ                 | ノ                 | ﾉ                            | ﾉ                            | ㋨                  | ㋨                  |
| -------------------- | ------------------ | ------------------ | ------------------ | ------------------ | ---------------------------- | ---------------------------- | ------------------- | ------------------- |
| Tên Unicode          | HIRAGANA LETTER NO | HIRAGANA LETTER NO | KATAKANA LETTER NO | KATAKANA LETTER NO | HALFWIDTH KATAKANA LETTER NO | HALFWIDTH KATAKANA LETTER NO | CIRCLED KATAKANA NO | CIRCLED KATAKANA NO |
| Mã hóa ký tự         | decimal            | hex                | decimal            | hex                | decimal                      | hex                          | decimal             | hex                 |
| Unicode              | 12398              | U+306E             | 12494              | U+30CE             | 65417                        | U+FF89                       | 13032               | U+32E8              |
| UTF-8                | 227 129 174        | E3 81 AE           | 227 131 142        | E3 83 8E           | 239 190 137                  | EF BE 89                     | 227 139 168         | E3 8B A8            |
| Tham chiếu ký tự số  | &#12398;           | &#x306E;           | &#12494;           | &#x30CE;           | &#65417;                     | &#xFF89;                     | &#13032;            | &#x32E8;            |
| Shift JIS            | 130 204            | 82 CC              | 131 109            | 83 6D              | 201                          | C9                           |                     |                     |
| EUC-JP               | 164 206            | A4 CE              | 165 206            | A5 CE              | 142 201                      | 8E C9                        |                     |                     |
| GB 18030             | 164 206            | A4 CE              | 165 206            | A5 CE              | 132 0                        | 84 31 99 37                  |                     |                     |
| EUC-KR / UHC         | 170 206            | AA CE              | 171 206            | AB CE              |                              |                              |                     |                     |
| Big5 (non-ETEN kana) | 198 210            | C6 D2              | 199 102            | C7 66              |                              |                              |                     |                     |
| Big5 (ETEN / HKSCS)  | 199 85             | C7 55              | 199 202            | C7 CA              |                              |                              |                     |                     |